# Otanes
Otanes var en av personerna i Herodotos berättelse om hur Dareios I kom till makten i Perserriket 522 f.Kr.
Texten innehåller det som brukar uppfattas som den första diskussionen kring olika författningsformer i den västerländska historien och Otanes är den som förespråkar en folkets demokrati.